# 수성자
《수성자》(守诚者)는 2025년 방송되었던 중국의 웹 드라마이다.

## 등장 인물
- 천샤오춘 (陳小春) - 허하오후이 역